# Holiday (canção de Green Day)
"Holiday" é o terceiro single do sétimo álbum da banda americana Green Day, American Idiot. O clipe antecede os acontecimentos de Boulevard of Broken Dreams (o quarto single do álbum), no final os dois clipes se colidem um com o outro. "Holiday" é uma música muito vívida e agitada, em metade do clipe os integrantes da banda, Billie Joe Armstrong, Mike Dirnt e Tré Cool, estão dentro de um carro aprontando pela cidade, na outra metade eles estão dentro de um bar, fazendo outras versões deles mesmos, como Billie Joe Armstrong, que interpreta o mencionado "Representative of California" e dois clientes lutadores, Tré Cool - um cliente bêbado, que está vomitando, e uma prostituta (devidamente travestido) e Mike Dirnt - o barman. No final, o carro onde os integrantes estão para no cenário onde o clipe de "Boulevard of Broken Dreams" começa.
A música chegou na 11ª posição nas listas do Reino Unido e 19ª lugar na lista dos "Hot 100". Ela chegou em 1º lugar no Canadá, porém não se saiu bem na Austrália, atingindo um sucesso moderado na 22ª posição.

## Posições nas Tabelas
| Paradas (2005–2006)                            | Melhor posição |
| ---------------------------------------------- | -------------- |
| Austrália (ARIA)                               | 24             |
| Áustria (Ö3 Austria Top 75)                    | 45             |
| Canadá CHR/Pop Top 30 (Radio & Records)        | 15             |
| Canadá Rock Top 30 (Radio & Records)           | 2              |
| República Checa (Rádio Top 100)                | 81             |
| Dinamarca (Hitlisten)                          | 14             |
| Alemanha (Offizielle Deutsche Charts)          | 50             |
| Hungria (Dance Top 40)                         | 31             |
| Irlanda (IRMA)                                 | 13             |
| Nova Zelândia (Recorded Music NZ)              | 13             |
| Noruega (VG-lista)                             | 19             |
| Escócia (Scottish Singles Chart)               | 12             |
| Suécia (Sverigetopplistan)                     | 25             |
| Suíça (Schweizer Hitparade)                    | 44             |
| Reino Unido (UK Singles Chart)                 | 11             |
| Reino Unido (OCC UK Rock and Metal)            | 1              |
| Estados Unidos (Billboard Hot 100)             | 19             |
| Estados Unidos (Billboard Adult Top 40)        | 5              |
| Estados Unidos (Billboard Alternative Airplay) | 1              |
| Estados Unidos (Billboard Mainstream Rock)     | 1              |
| Estados Unidos (Billboard Mainstream Top 40)   | 13             |
| Estados Unidos (Billboard Pop 100)             | 18             |